# Aardkern

Schematische opbouw van de vaste Aarde

De aardkern is het binnenste deel van de Aarde, dat zich uitstrekt van de onderkant van de aardmantel op zo'n 2900 km diepte tot aan het middelpunt van de Aarde op ongeveer 6370 km diepte. De aardkern omvat 16% van het volume van de Aarde en 32% van de massa.
Door seismologisch onderzoek is vastgesteld dat de dichtheid van de Aarde op 2900 km abrupt toeneemt van ongeveer 5500 kg/m³ tot ongeveer 10 000 kg/m³, hetgeen wijst op een abrupte verandering van de chemische samenstelling. Het staat nagenoeg vast dat de aardkern grotendeels uit nikkelijzer bestaat. De abrupte grenslaag tussen aardmantel en de aardkern wordt de Wiechert-Gutenbergdiscontinuïteit genoemd.
De aardkern wordt verdeeld in een vaste binnenkern en een vloeibare buitenkern.

## Buitenkern
Het feit dat longitudinale P-golven wel, maar transversale S-golven niet door de buitenkern worden voortgeplant, wijst erop dat het nikkelijzer in de buitenkern grotendeels vloeibaar is. Convectiestromingen in de buitenkern zouden verantwoordelijk zijn voor de opwekking van het magneetveld van de Aarde. Twee processen zijn verantwoordelijk voor convectie in de buitenkern:
- Het belangrijkste is waarschijnlijk het gedeeltelijk stollen van vloeibaar buitenkernmateriaal op de binnenkern. Hierbij worden voornamelijk de zwaardere elementen afgezet en blijft een lichter residu over. Dit heeft de neiging te stijgen in het zwaardere omringende buitenkernmateriaal.
- Een tweede oorzaak is de afgifte van warmte door het materiaal boven in de buitenkern aan de aardmantel. Hierdoor koelt het af en wordt het zwaarder, waardoor het naar beneden zinkt.

## Binnenkern
De Deense seismologe Inge Lehmann (1888-1993) heeft in 1936 aangetoond dat de binnenkern (van 5110 tot 6370 km diepte) wel weer vast is. Ondanks de zeer hoge temperatuur van rond de 5800 K is het ijzer hier vast, vanwege de zeer hoge druk, die in het centrum wel tot 3 500 000 atmosfeer oploopt. Bij recent onderzoek (3 december 2012) door het Franse onderzoeksinstituut CNRS is vastgesteld dat de temperatuur in de binnenkern rond de 6000 K ligt.
De binnenkern als geheel ondervindt geen zwaartekracht, doordat de binnenkern van alle zijden door dezelfde hoeveelheid massa is omgeven.

## Noot
1. ↑   J.A. Jacobs (1953): The Earth’s inner core. In: Nature 172, p. 297–298.